# Testimonia Linguae Etruscae
Testimonia Linguae Etruscae (TLE) — собрание этрусских надписей, начатое итальянским археологом и историком Массимо Паллоттино. Первое издание вышло во Флоренции в 1954 году. Необходимость его была во многом обусловлена большим количеством ошибок в собрании Corpus Inscriptionum Etruscarum (CIE). Нумерация надписей идёт по тому же принципу: например, TLE 359.
В собрание включена в том числе «Льняная книга» или «Книга Загребской мумии». Приведены аннотации на латыни со ссылками на CIE.
В 1968 году вышло второе, переработанное издание. При необходимости в литературе издания уточняются в цитатах как TLE¹ и TLE² для первого и второго изданий соответственно.